# Арена Фонте Нова
Арена Фонте Нова е футболен стадион в Салвадор, Бразилия.
Построен е на мястото на съборения Ещадио Фонте Нова и има капацитет 51 900 души. Открит е на 7 април 2013 г. и е използван за пръв път на Купата на конфедерациите.
На 27 май 2013 г. част от покрива рухва след проливен дъжд.
Стадионът ще бъде едно от местата, използвани за футболното първенство на Летните олимпийски игри 2016.